# Districte d'East Champaran
El districte d'East Champaran (Purbi Champaran) és una divisió administrativa de l'estat de Bihar a l'Índia, divisió de Tirhut. La capital és Motihari. La superfície és de 3969 km² i la pooblació (2001) de 3.933.636 habitants.
Està format per sis subdivisions:
- Areraj
- Chakiya
- Motihari
- Pakridayal
- Raxaul
- Sikarhana

Hi ha també demarcats 27 blocs de desenvolupament.
Es va formar l'1 de desembre de 1971 per divisió del districte de Champaran